# 佐和良義神社
佐和良義神社（さわらぎじんじゃ）は大阪府茨木市にある神社で、島下郡の式内社。通称「大宮さん」。

## 歴史
古来から元茨木川堤防際にあり、延喜式内社であるが創建の年月は不明。
- 明治5年（1872年）村社に列す。
- 明治40年（1907年）8月の豪雨で川が決壊し社殿が流失。
- 大正6年（1917年）に本殿、拝殿、器具庫を再建。
- 大正5年5月28日、神饌幣帛料供進社に指定される。

## 祭神
現在、加具土大神を祀る。
「神名帳考証」は平群都久宿禰命、「神社覈録」は早良臣神歟、「特撰神名牒」は加具土神とする。
また、社前の明和5年（1768年）の石燈籠に天児屋根尊とあることから、天坊幸彦は祭神に天児屋根尊を加える。総代でもあった高橋好隆は燈籠を奉納した安井延清が高橋家より安井道頓一族家に入婿した人で、この地が中世近衞家の荘園で、先祖が藤原氏に繋がるという自覚から刻んだと推察する。 

## 境内社
- 八幡神社：祭神：応神天皇

城の鎮守社で、石清水八幡宮から勧請されたという。

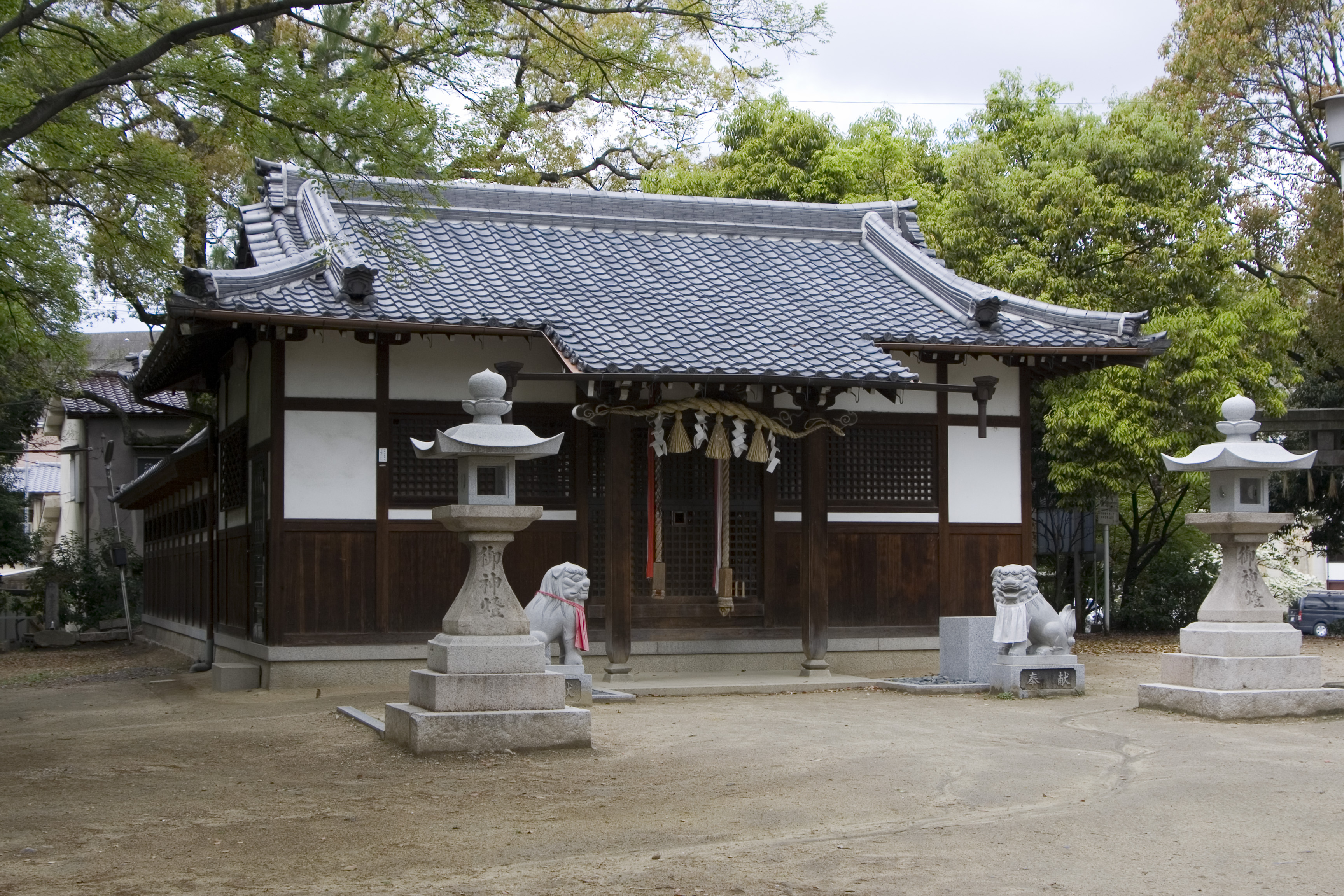
拝殿
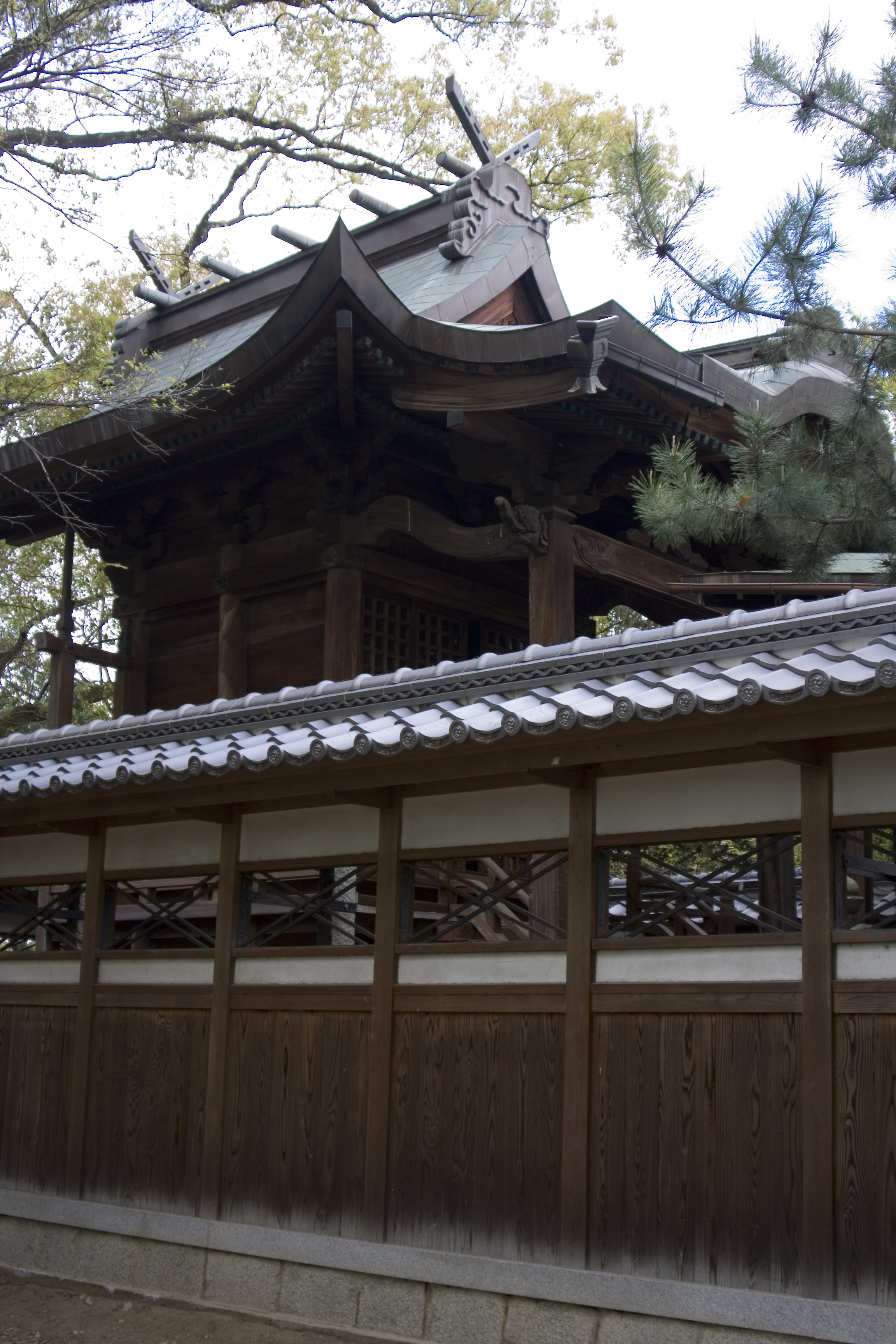
本殿
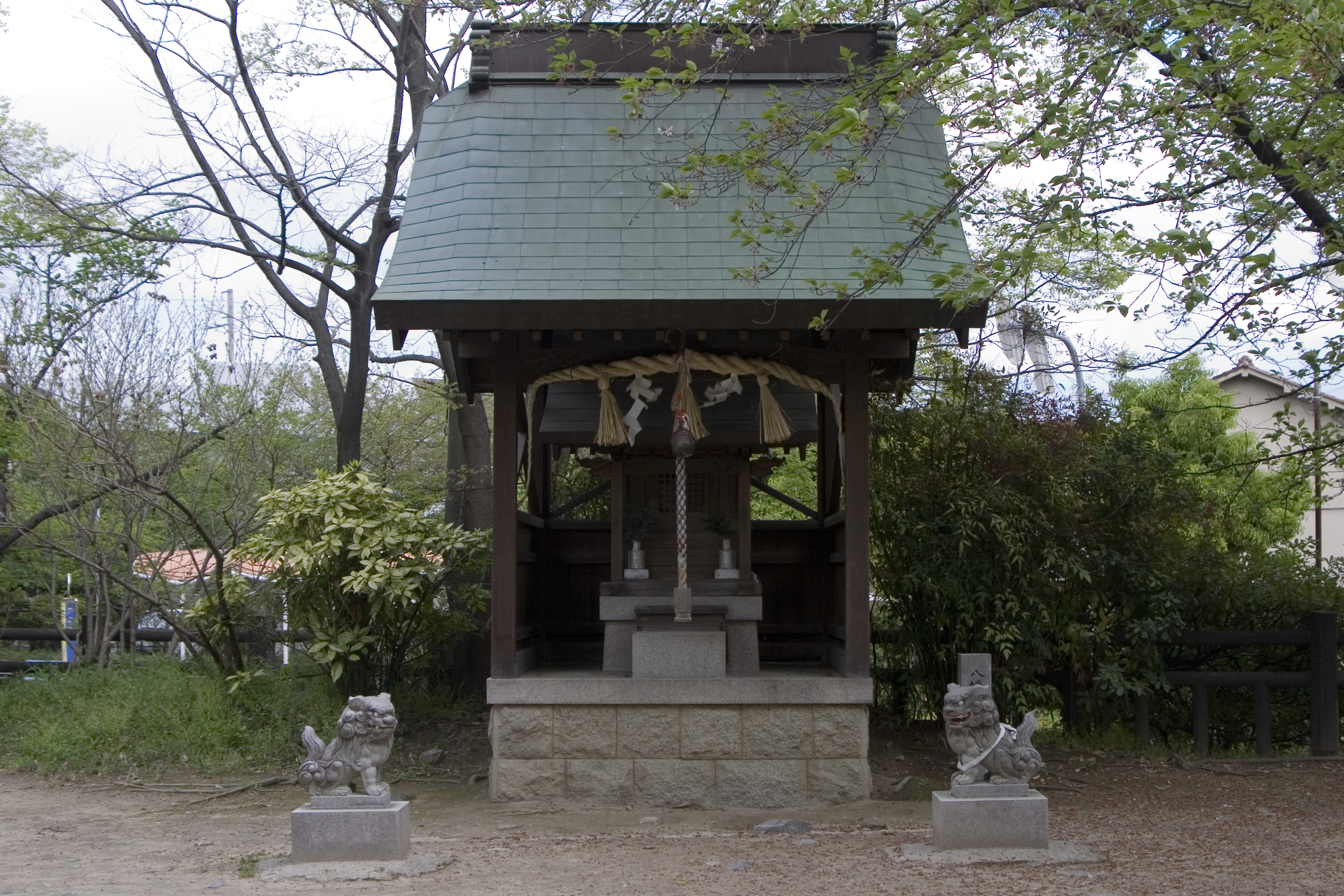
八幡神社